# Kommunpartiet Mellerud
Kommunpartiet Mellerud (KIM), stiliserat som KommunPartiet Mellerud (KiM), är ett lokalt politiskt parti i Melleruds kommun. 

## Historik
Partiet bildades i april 2006 genom en utbrytning ur Sveriges Pensionärers Intresseparti, och kom in i kommunfullmäktige då Sverige 2006 gick till val. 
Partiet har varit representerat i Melleruds kommun sedan 2006, de tre första mandatperioderna med ett mandat, det två följande med två mandat. Partiet beskriver sig självt som tvärpolitiskt.
Efter valet 2022 styr KIM kommunen tillsammans med Moderaterna och Kristdemokraterna. De tre partierna sydde tillsammans med Sverigedemokraterna ihop Tingshusavtalet, med Tidöavtalet på riksnivå som förlaga.

## Valresultat
| År   | Röster | %    | Mandat  |
| ---- | ------ | ---- | ------- |
| 2006 | 154    | 2,74 | 1 av 31 |
| 2010 | 183    | 3,18 | 1 av 31 |
| 2014 | 248    | 4,38 | 1 av 31 |
| 2018 | 429    | 7,23 | 2 av 31 |
| 2022 | 306    | 5,25 | 2 av 31 |